# هربی دانسون
هربی دانسون (انگلیسی: Herbie Danson؛ ۲۱ ژوئن ۱۸۸۳ – ۱۱ دسامبر ۱۹۶۳) بازیکن فوتبال بود.